# × Serapicamptis garbariorum
× Serapicamptis garbariorum là một loài thực vật có hoa trong họ Lan. Loài này được (Murr) J.M.H.Shaw mô tả khoa học đầu tiên năm 2005.